# أبوتسفورد
أبوتسفورد (ويسكونسن) (بالإنجليزية: Abbotsford, Wisconsin)‏ هي بلدة و مدينة من الدرجة الرابعة تقع في الولايات المتحدة في مقاطعة كلارك (ويسكونسن). يقدر عدد سكانها بـ 2,310 نسمة ومساحتها 7.02 كم2 وترتفع عن سطح البحر 429 متر.

## التركيبة السكانية

### تعداد عام 2000
بلغ عدد سكان أبوتسفورد 1,956 نسمة بحسب تعداد عام 2000، وبلغ عدد الأسر 817 أسرة وعدد العائلات 516 عائلة مقيمة في المدينة. في حين سجلت الكثافة السكانية 641.1 نسمة لكل ميل مربع (247.5/كم2). وبلغ عدد الوحدات السكنية 870 وحدة بمتوسط كثافة قدره 285.1 نسمة لكل ميل مربع (110.1/كم2).
وتوزع التركيب العرقي للمدينة بنسبة 98.57% من البيض و 0.10% من الأمريكيين الأصليين و 0.05% من الأمريكيين ذوي الأصول الآسيوية و 0.15% من الأمريكيين الأفارقة و 0.46% من عرقين مختلطين أو أكثر.بلغ عدد الأسر 817 أسرة كانت نسبة 27.8% منها لديها أطفال تحت سن الثامنة عشر تعيش معهم، وبلغت نسبة الأزواج القاطنين مع بعضهم البعض 51.7% من أصل المجموع الكلي للأسر، ونسبة 7.2% من الأسر كان لديها معيلات من النساء دون وجود زوج، وكانت نسبة 36.8% من غير العائلات. تألفت نسبة 31.8% من أصل جميع الأسر من أفراد ونسبة 16.9% كانوا يعيش معهم شخص وحيد يبلغ من العمر 65 عاماً فما فوق. وبلغ الحجم الوسطي للأسر 2.92، أما الحجم الوسطي للعائلات فبلغ 2.31.
بلغ العمر الوسطي للسكان 40 عاماً. وكانت نسبة 23.3% من القاطنين تحت سن الثامنة عشر، وكانت نسبة 7.1% بين الثامنة عشر والأربعة وعشرون عاماً، ونسبة 28.0% كانت واقعةً في الفئة العمرية ما بين الخامسة والعشرون حتى والأربعة وأربعون عاماً، ونسبة 18.7% كانت ما بين الخامسة والأربعون حتى الرابعة والستون، ونسبة 22.9% كانت ضمن فئة الخامسة والستون عاماً فما فوق.

### تعداد عام 2010
بلغ عدد سكان أبوتسفورد 2,310 نسمة بحسب تعداد عام 2010، وبلغ عدد الأسر 864 أسرة وعدد العائلات 569 عائلة مقيمة في المدينة. في حين سجلت الكثافة السكانية 852.4 نسمة لكل ميل مربع (329.1/كم2). وبلغ عدد الوحدات السكنية 941 وحدة بمتوسط كثافة قدره 347.2 لكل ميل مربع (134.1/كم2).
وتوزع التركيب العرقي للمدينة بنسبة 81.9% من البيض و 0.3% من الأمريكيين الأصليين و 0.7% من الأمريكيين ذوي الأصول الآسيوية و 0.1% من الأمريكيين الأفارقة و 0.5% من عرقين مختلطين أو أكثر.بلغ عدد الأسر 864 أسرة كانت نسبة 33.9% منها لديها أطفال تحت سن الثامنة عشر تعيش معهم، وبلغت نسبة الأزواج القاطنين مع بعضهم البعض 51.2% من أصل المجموع الكلي للأسر، ونسبة 8.8% من الأسر كان لديها معيلات من النساء دون وجود زوج، بينما كانت نسبة 5.9% من الأسر لديها معيلون من الذكور دون وجود زوجة، وكانت نسبة 34.1% من غير العائلات. تألفت نسبة 27.9% من أصل جميع الأسر من أفراد ونسبة 14.3% كانوا يعيش معهم شخص وحيد يبلغ من العمر 65 عاماً فما فوق. وبلغ الحجم الوسطي للأسر 3.14، أما الحجم الوسطي للعائلات فبلغ 2.57.
بلغ العمر الوسطي للسكان 36.7 عاماً. وكانت نسبة 25.8% من القاطنين تحت سن الثامنة عشر، وكانت نسبة 8.7% بين الثامنة عشر والأربعة وعشرون عاماً، ونسبة 24.8% كانت واقعةً في الفئة العمرية ما بين الخامسة والعشرون حتى والأربعة وأربعون عاماً، ونسبة 20.9% كانت ما بين الخامسة والأربعون حتى الرابعة والستون، ونسبة 19.9% كانت ضمن فئة الخامسة والستون عاماً فما فوق.

## معرض صور

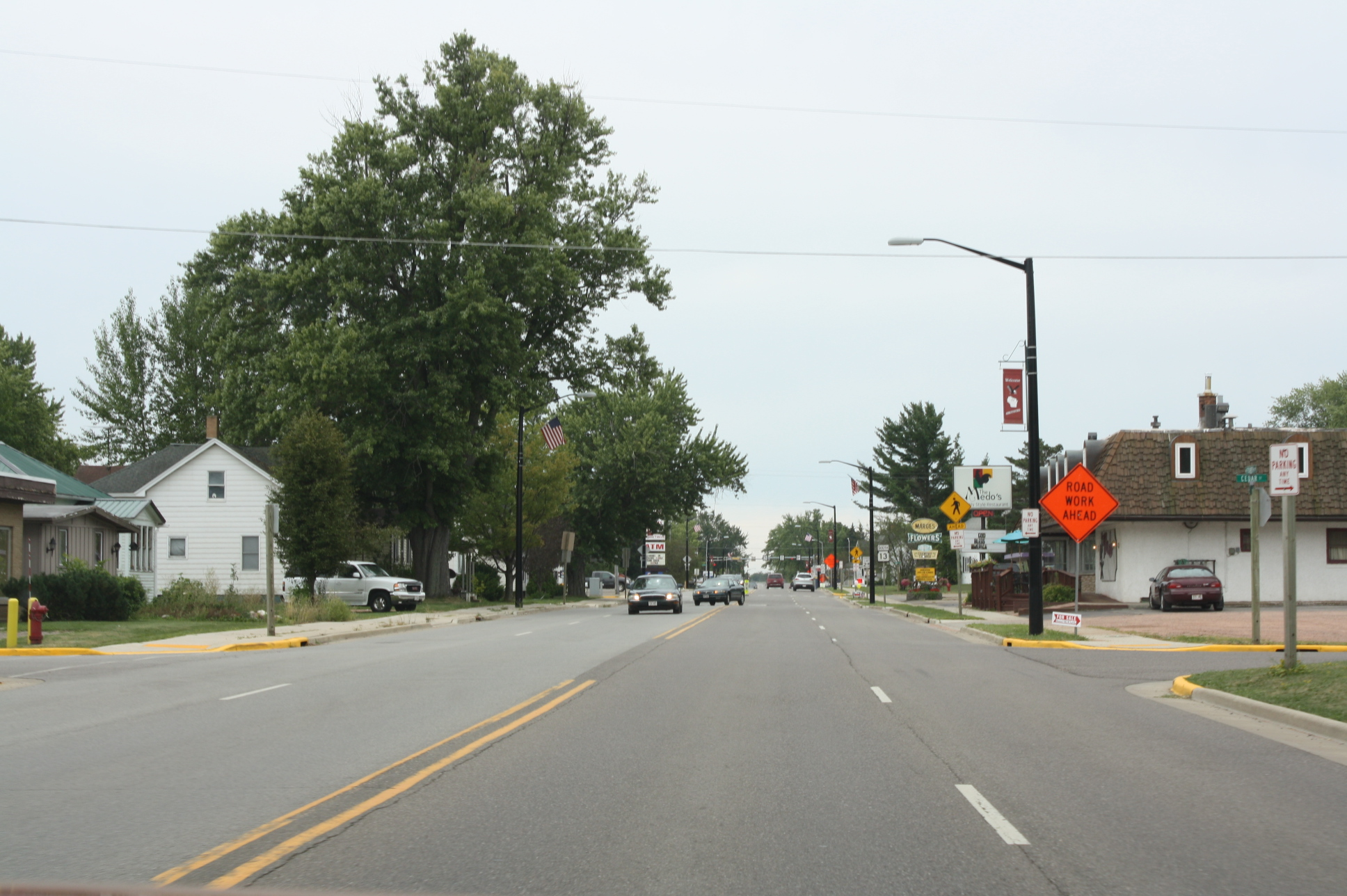
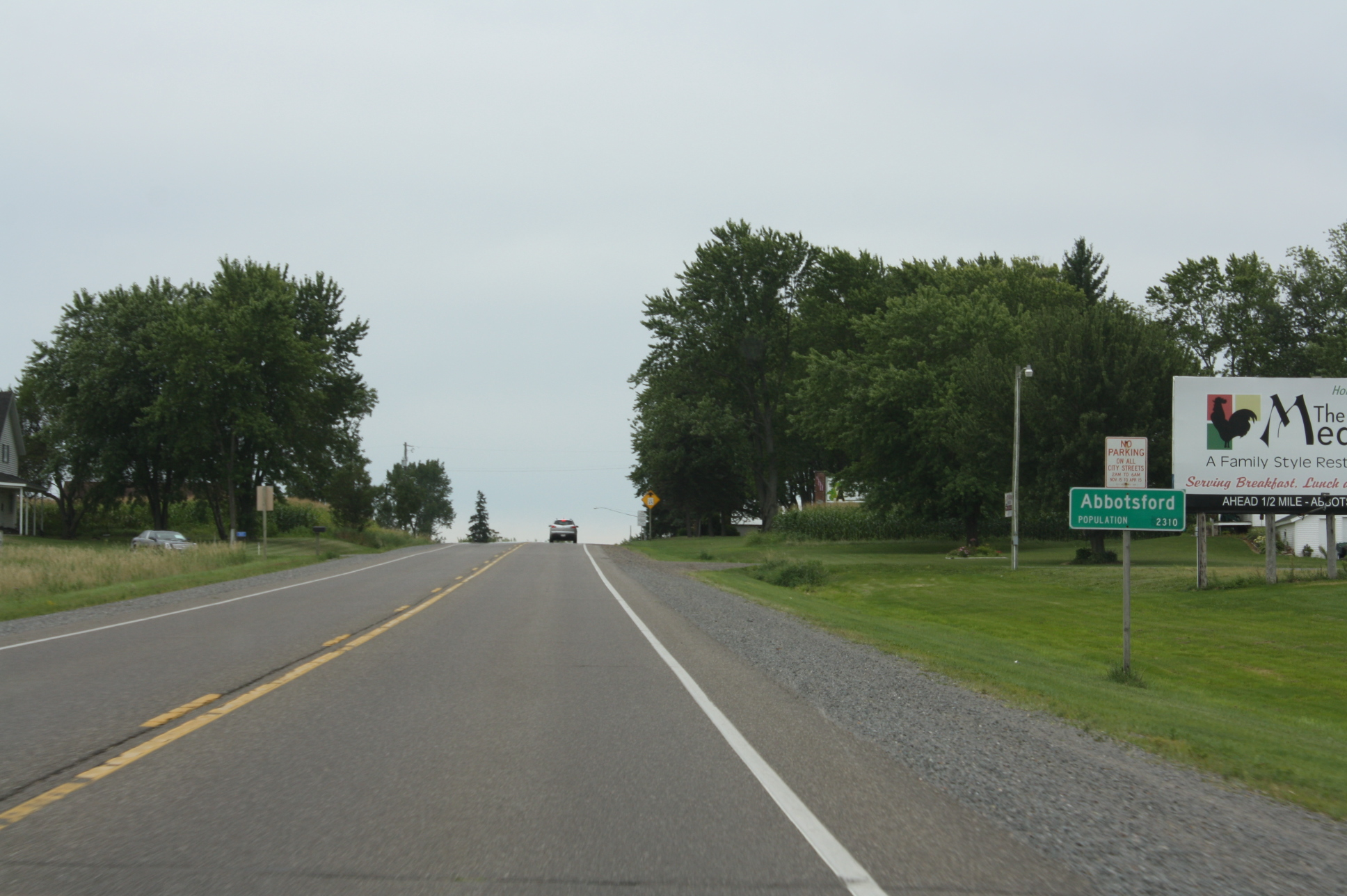
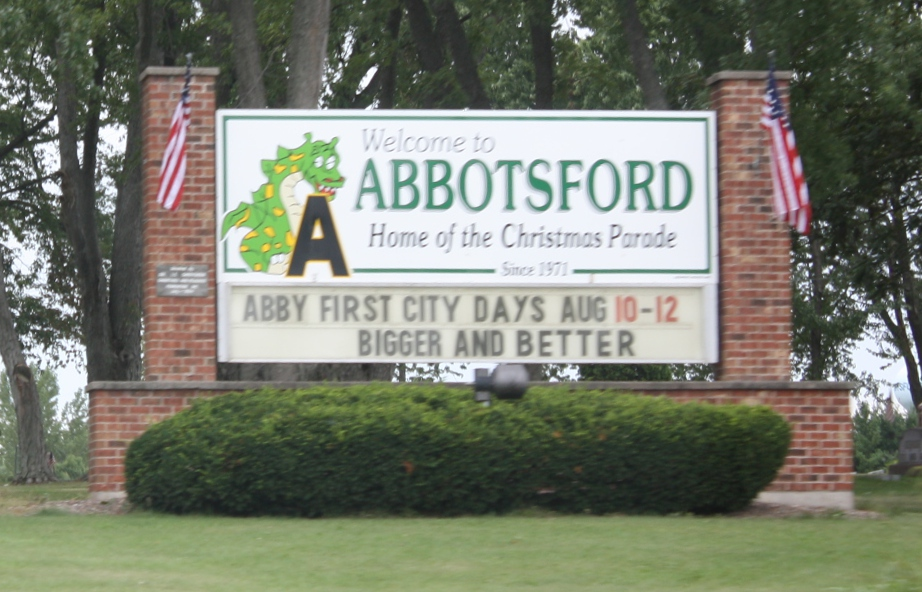